# مبعوث الأمم المتحدة الخاصة لفيروس نقص المناعة البشرية / الإيدز في إفريقيا
```
مبعوث 
الأمم المتحدة
 الخاص لفيروس نقص المناعة البشرية / الإيدز في 
أفريقيا
 هو منصب دبلوماسي للتعامل مع المرض القاتل في القارة (
الإيدز
).
```

## المبعوثين الخاصين
- 2001-2006: ستيفن لويس
- 2007: إليزابيث ماتاكا

## روابط خارجية
- SECRETARY-GENERAL APPOINTS ELIZABETH MATAKA OF BOTSWANA AS SPECIAL ENVOY FOR AIDS IN AFRICA, RENEWS APPOINTMENTS OF THREE OTHERS, United Nations, 21 May 2007